# Vuelta a España 2010
| Rotes Jubiläumstrikot | Vincenzo Nibali   | LIQ | 87:18:33 h  |
| DSQ                   | Ezequiel Mosquera | XAC | + 00:41 min |
| 02.                   | Peter Velits      | THR | + 03:02 min |
| 03.                   | Joaquim Rodríguez | KAT | + 04:20 min |
| 04.                   | Fränk Schleck     | SAX | + 04:43 min |
| 05.                   | Xavier Tondo      | CTT | + 04:52 min |
| 06.                   | Nicolas Roche     | ALM | + 05:03 min |
| 07.                   | Carlos Sastre     | CTT | + 06:06 min |
| 08.                   | Tom Danielson     | GRM | + 06:16 min |
| 09.                   | Luis León Sánchez | GCE | + 07:42 min |
| DSQ                   | David García      | XAC | + 09:37 min |
| 10.                   | Mikel Nieve       | EUS | + 10:58 min |
| Grünes Trikot         | Mark Cavendish    | THR | 156 P.      |
| 2.                    | Tyler Farrar      | GRM | 149 P.      |
| 3.                    | Vincenzo Nibali   | LIQ | 119 P.      |
| Bergtrikot            | David Moncoutié   | COF | 51 P.       |
| 2.                    | Serafín Martínez  | XAC | 43 P.       |
| DSQ                   | Ezequiel Mosquera | XAC | 36 P.       |
| Weißes Trikot         | Vincenzo Nibali   | LIQ | 9 P.        |
| DSQ                   | Ezequiel Mosquera | XAC | 11 P.       |
| 2.                    | Joaquim Rodríguez | KAT | 12 P.       |
| Team                  | Team Katjuscha    | KAT | 261:48:04 h |
| 2.                    | Caisse d’Epargne  | GCE | + 0:33 min  |
| 3.                    | Xacobeo Galicia   | XAC | + 12:33 min |

Die 65. Vuelta a España fand vom 28. August 2010 bis 19. September 2010 statt und wurde vom Italiener Vincenzo Nibali gewonnen.

## Charakteristik und Strecke
Die dreiwöchige spanische Landesrundfahrt bestand aus 21 Etappen über eine Gesamtdistanz von insgesamt 3352,6 Kilometern. Sie wurde in Sevilla mit einem Mannschaftszeitfahren über 13 Kilometer gestartet. Insgesamt endeten fünf Etappen mit einer Bergankunft. Sechs Etappen wurden im Mittelgebirge ausgetragen. Ein Einzelzeitfahren über 46 Kilometer wurde in Peñafiel ausgetragen. Die Rundfahrt endete am 19. September 2010 in Madrid.

## Ergebnis und Doping
Durch den Sieg von Nibali gewann zum ersten Mal seit 20 Jahren nach Marco Giovannetti wieder ein Italiener.
Drei Fahrer wurden während des Wettbewerbs auf das Dopingmittel HES getestet: Oscar Sevilla, der Gesamtzweite Ezequiel Mosquera und sein Teamkollege David García. HES ist ein Blutplasmaexpander, der zwar nicht leistungssteigernd ist, jedoch geeignet ist, andere Dopingsubstanzen zu maskieren. Mosquera wurde Ende 2011 vom spanischen Radsportverband für die Zeit vom 16. November 2011 bis 15. November 2013 gesperrt und alle seine Ergebnisse seit dem 12. September 2010 gestrichen, so dass sein Etappensieg auf dem zwanzigsten Abschnitt und der zweite Gesamtrang aberkannt wurden.

## Teilnehmerfeld

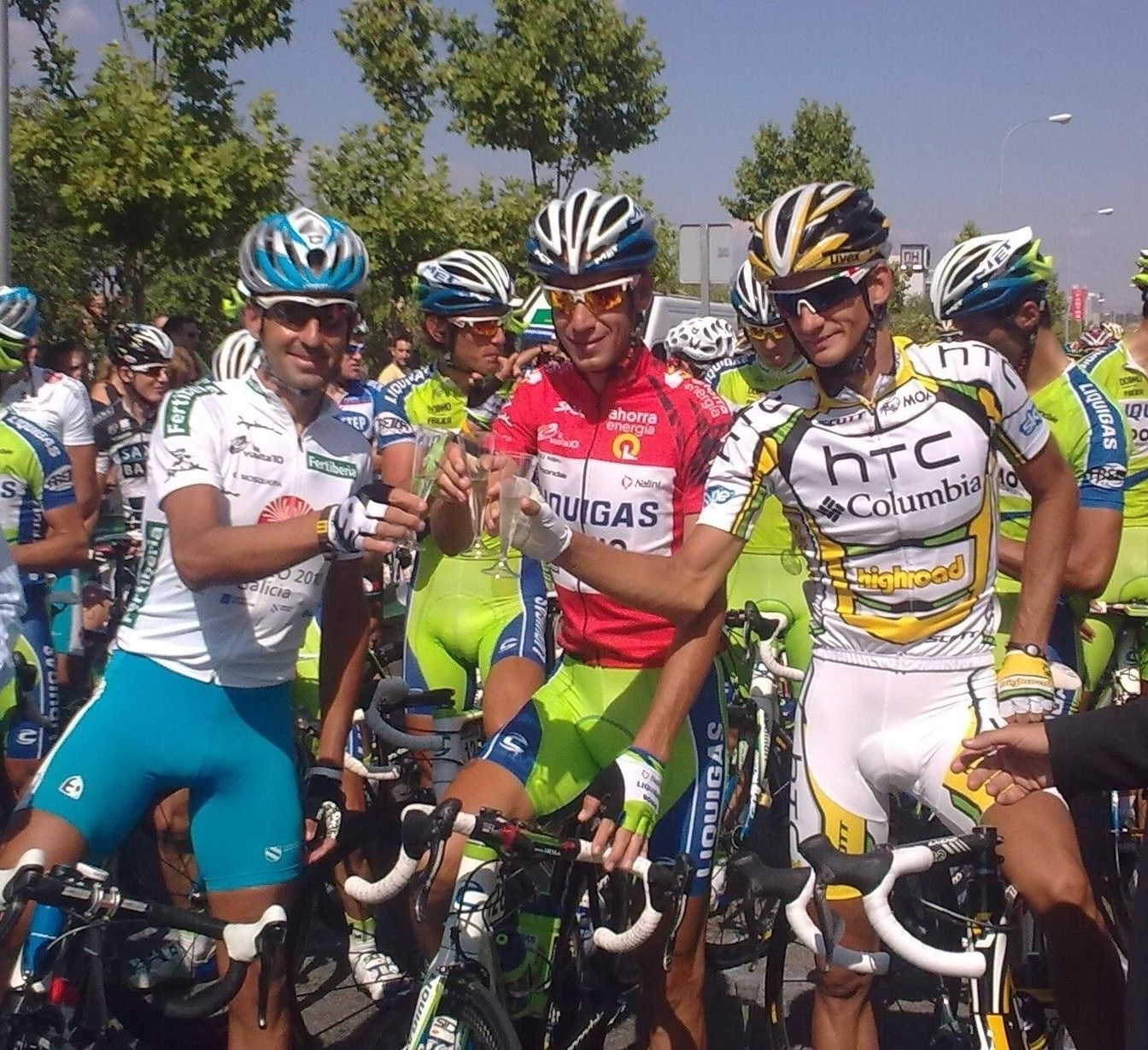
Prost zwischen Mosquera (2.), Nibali (1.) und Velits (3.)

Am 14. Juni 2010 präsentierte der Veranstalter Unipublic die 22 eingeladenen Mannschaften der Öffentlichkeit. Damit durften an der spanischen Landesrundfahrt alle UCI ProTeams außer RadioShack teilnehmen. Darüber hinaus erhielten noch fünf Professional Continental Teams eine Startberechtigung.
ProTeams
| - ag2r La Mondiale - Team Astana - Caisse d’Epargne - Garmin-Transitions - Team HTC-Columbia - Euskaltel-Euskadi - Française des Jeux - Footon-Servetto - Katjuscha | - Lampre-Farnese Vini - Liquigas-Doimo - Team Milram - Omega Pharma-Lotto - Quick Step - Rabobank - Team Saxo Bank - Team Sky |

Professional Continental Teams
- Bbox Bouygues Télécom
- Équipe Cofidis
- Andalucía-Cajasur
- Xacobeo Galicia
- Cervélo TestTeam

## Etappenübersicht
Der Streckenverlauf der 65. Austragung der Vuelta a España wurde am 16. Dezember 2009 in Sevilla der Öffentlichkeit vorgestellt.
| 01. Etappe | Mannschaftszeitfahren | Sa., 28. August    | Sevilla – Sevilla                                    | 13    |   |   |   |   |   |
| 02. Etappe | Bergetappe            | So., 29. August    | Alcalá de Guadaíra – Marbella                        | 173,7 |   |   |   |   |   |
| 03. Etappe | Bergetappe            | Mo., 30. August    | Marbella – Málaga                                    | 156   |   |   |   |   |   |
| 04. Etappe | Bergetappe            | Di., 31. August    | Málaga – Valdepeñas de Jaén                          | 177   |   |   |   |   |   |
| 05. Etappe | Flachetappe           | Mi., 1. September  | Guadix – Lorca                                       | 194   |   |   |   |   |   |
| 06. Etappe | Flachetappe           | Do., 2. September  | Caravaca de la Cruz – Murcia                         | 144   |   |   |   |   |   |
| 07. Etappe | Flachetappe           | Fr., 3. September  | Murcia – Orihuela                                    | 170   |   |   |   |   |   |
| 08. Etappe | Bergetappe            | Sa., 4. September  | Villena – Xorret de Catí                             | 188,8 |   |   |   |   |   |
| 09. Etappe | Bergetappe            | So., 5. September  | Calp – Alcoi                                         | 187   |   |   |   |   |   |
| 1. Ruhetag | 1. Ruhetag            | Mo., 6. September  | –                                                    | –     | – | – | – | – | – |
| 10. Etappe | Flachetappe           | Di., 7. September  | Tarragona – Vilanova i la Geltrú                     | 173,7 |   |   |   |   |   |
| 11. Etappe | Hochgebirgsetappe     | Mi., 8. September  | Vilanova i la Geltrú – Vallnord sector Pal (Andorra) | 208   |   |   |   |   |   |
| 12. Etappe | Flachetappe           | Do., 9. September  | Andorra la Vella – Lleida                            | 175   |   |   |   |   |   |
| 13. Etappe | Bergetappe            | Fr., 10. September | Rincón de Soto – Burgos                              | 193,7 |   |   |   |   |   |
| 14. Etappe | Bergetappe            | Sa., 11. September | Burgos – Peña Cabarga                                | 178,8 |   |   |   |   |   |
| 15. Etappe | Hochgebirgsetappe     | So., 12. September | Solares – Lagos de Covadonga                         | 170   |   |   |   |   |   |
| 16. Etappe | Hochgebirgsetappe     | Mo., 13. September | Gijón – Cotobello                                    | 179,3 |   |   |   |   |   |
| 2. Ruhetag | 2. Ruhetag            | Di., 14. September | –                                                    | –     | – | – | – | – | – |
| 17. Etappe | Einzelzeitfahren      | Mi., 15. September | Peñafiel – Peñafiel                                  | 46    |   |   |   |   |   |
| 18. Etappe | Hochgebirgsetappe     | Do., 16. September | Valladolid – Salamanca                               | 153   |   |   |   |   |   |
| 19. Etappe | Flachetappe           | Fr., 17. September | Piedrahíta – Toledo                                  | 200   |   |   |   |   |   |
| 20. Etappe | Hochgebirgsetappe     | Sa., 18. September | San Martín de Valdeiglesias – Bola del Mundo         | 168,6 |   |   |   |   |   |
| 21. Etappe | Flachetappe           | So., 19. September | San Sebastián de los Reyes – Madrid                  | 100   |   |   |   |   |   |

## Wertungen im Tourverlauf
Die Tabelle zeigt den Führenden in der jeweiligen Wertung am Ende der jeweiligen Etappe an.
| Etappe | Etappensieger        | Gesamtwertung Jersey Rojo | Punktewertung Jersey Puntos | Bergwertung Jersey Montaña | Kombinationswertung Jersey Combinada | Teamwertung Clasificación por equipos |
| ------ | -------------------- | ------------------------- | --------------------------- | -------------------------- | ------------------------------------ | ------------------------------------- |
| 1      | Team HTC-Columbia    | Mark Cavendish            | Mark Cavendish 1            | nicht vergeben             | Mark Cavendish                       | Team HTC-Columbia                     |
| 2      | Jauheni Hutarowitsch | Mark Cavendish            | Jauheni Hutarowitsch        | Mickaël Delage             | Javier Ramírez                       | Team HTC-Columbia                     |
| 3      | Philippe Gilbert     | Philippe Gilbert          | Philippe Gilbert            | Serafín Martínez           | Serafín Martínez                     | Team HTC-Columbia                     |
| 4      | Igor Antón           | Philippe Gilbert          | Igor Antón                  | Serafín Martínez           | Vincenzo Nibali                      | Caisse d’Epargne                      |
| 5      | Tyler Farrar         | Philippe Gilbert          | Igor Antón                  | Serafín Martínez           | Vincenzo Nibali                      | Caisse d’Epargne                      |
| 6      | Thor Hushovd         | Philippe Gilbert          | Philippe Gilbert            | Serafín Martínez           | Philippe Gilbert                     | Caisse d’Epargne                      |
| 7      | Alessandro Petacchi  | Philippe Gilbert          | Mark Cavendish              | Serafín Martínez           | Philippe Gilbert                     | Caisse d’Epargne                      |
| 8      | David Moncoutié      | Igor Antón                | Mark Cavendish              | Serafín Martínez           | Vincenzo Nibali                      | Caisse d’Epargne                      |
| 9      | David López          | Igor Antón                | Mark Cavendish              | David Moncoutié            | Vincenzo Nibali                      | Caisse d’Epargne                      |
| 10     | Imanol Erviti        | Joaquim Rodríguez         | Mark Cavendish              | David Moncoutié            | David Moncoutié                      | Caisse d’Epargne                      |
| 11     | Igor Antón           | Igor Antón                | Igor Antón                  | David Moncoutié            | Igor Antón                           | Caisse d’Epargne                      |
| 12     | Mark Cavendish       | Igor Antón                | Mark Cavendish              | David Moncoutié            | Igor Antón                           | Caisse d’Epargne                      |
| 13     | Mark Cavendish       | Igor Antón                | Mark Cavendish              | David Moncoutié            | Igor Antón                           | Caisse d’Epargne                      |
| 14     | Joaquim Rodríguez    | Vincenzo Nibali           | Mark Cavendish              | David Moncoutié            | Joaquim Rodríguez                    | Caisse d’Epargne                      |
| 15     | Carlos Barredo       | Vincenzo Nibali           | Mark Cavendish              | David Moncoutié            | Joaquim Rodríguez                    | Katjuscha                             |
| 16     | Mikel Nieve          | Joaquim Rodríguez         | Mark Cavendish              | David Moncoutié            | Joaquim Rodríguez                    | Katjuscha                             |
| 17     | Peter Velits         | Vincenzo Nibali           | Mark Cavendish              | David Moncoutié            | Joaquim Rodríguez                    | Katjuscha                             |
| 18     | Mark Cavendish       | Vincenzo Nibali           | Mark Cavendish              | David Moncoutié            | Joaquim Rodríguez                    | Katjuscha                             |
| 19     | Philippe Gilbert     | Vincenzo Nibali           | Mark Cavendish              | David Moncoutié            | Joaquim Rodríguez                    | Katjuscha                             |
| 20     | Vincenzo Nibali 2    | Vincenzo Nibali           | Mark Cavendish              | David Moncoutié            | Vincenzo Nibali                      | Katjuscha                             |
| 21     | Tyler Farrar         | Vincenzo Nibali           | Mark Cavendish              | David Moncoutié            | Vincenzo Nibali                      | Katjuscha                             |

1 Die auf der 1. Etappe vergebenen Punkte wurden später wieder gelöscht.

2 Der ursprüngliche Etappensieger Ezequiel Mosquera wurde disqualifiziert.